# Емденска гъска
Емденска гъска e немска порода гъски, създадена в околността на град Емден, Долна Саксония. Това е най-тежката гъша порода. Призната е за порода през 1912 г.

## Описание
Тялото ѝ е едро, широко и сравнително плоско, оперението е чисто бяло, човката и краката са оранжеви. Тежат средно 7 – 12 kg, а гъсоците 8 – 15 kg. Угоява се бързо, месото ѝ е нежно и вкусно. Дава висококачествен пух и пера.
Годишно снася около 30 – 40 яйца със средно тегло 170 g. Яйцата са бели, мътят се 28 – 34 дни. Гъсетата растат бързо и на около половин година достигат тегло от 4 – 5 kg.
Породата е подходяща за добив на черен дроб в резултат на усилено хранене, наречено „гушене“. Обикновено при подходящи условия се получава черен дроб с маса 400 – 500 g.